# South Park
South Park é uma série animada de comédia americana criada por Trey Parker e Matt Stone, e desenvolvida por Brian Graden para a Comedy Central. A série gira em torno de quatro garotos — Stan Marsh, Kyle Broflovski, Eric Cartman e Kenny McCormick — e as suas aventuras na cidade titular do Colorado. A série também conta com muitos personagens recorrentes, e tornou-se infame por seu uso de palavrões e humor negro e surreal, que satiriza uma ampla variedade de temas.
Parker e Stone desenvolveram South Park a partir de dois curtas-metragens animados, ambos intitulados The Spirit of Christmas, lançados em 1992 e 1995. O segundo curta tornou-se um dos primeiros vídeos virais da Internet, levando à produção da série. O episódio piloto foi produzido usando animação de recorte; o restante da série utiliza animação digital que remete à técnica anterior. Desde a quarta temporada, os episódios são geralmente escritos e produzidos na semana que antecede sua transmissão, com Parker atuando como principal roteirista e diretor.
Desde sua estreia em 13 de agosto de 1997, South Park teve 328 episódios transmitidos. A série estreou com grande sucesso, alcançando consistentemente as maiores audiências entre os programas da TV a cabo básica. Embora as audiências tenham variado ao longo do tempo, a série continua sendo um dos programas de maior duração da Comedy Central. Em agosto de 2021, South Park foi renovado até 2027, e uma série de especiais para a televisão foi anunciada para a Paramount+, com os dois primeiros lançados ainda naquele ano. Em outubro de 2019, foi anunciado que a WarnerMedia havia adquirido os direitos exclusivos de streaming da série a partir de junho de 2020 para a Max. A 26.ª temporada da série estreou em 8 de fevereiro de 2023.
South Park recebeu aclamação da crítica e está incluído em diversas listas de melhores programas de televisão. A série conquistou inúmeros prêmios, incluindo cinco Prémios Emmy do Primetime e um Peabody Award. Um filme para os cinemas, South Park: Bigger, Longer & Uncut, foi lançado em junho de 1999, obtendo sucesso comercial e crítico, além de receber uma indicação ao Óscar. Em 2013, o TV Guide classificou a série como o décimo maior desenho animado da televisão de todos os tempos.

## A série

### Ambientação e personagens

Os protagonistas da série esperam o ônibus para a escola. Da esquerda para a direita: Eric Cartman, Kyle Broflovski, Stan Marsh, e Kenny McCormick

As cinco primeiras temporadas da série mostravam as façanhas de Stan Marsh, Kyle Broflovski, Eric Cartman e Kenny McCormick. No final da quinta temporada, Butters Stotch ganhou o seu próprio episódio para preparar o público para o papel mais importante que ele iria ter em temporadas sucessivas. Suas aventuras ocorrem na cidade de South Park, município interiorano fictício localizado no verdadeiro vale de South Park nas Montanhas Rochosas, Colorado. A cidade é também o lar de diversos personagens recorrentes da série, como estudantes, famílias, funcionários da escola e moradores variados, que tendem a considerar South Park um lugar tranquilo e pacato de se viver. Entre os locais de destaque no programa estão a escola, o ponto de ônibus, várias lojas e residências e a paisagem enevoada de Colorado, tudo baseado em locais verdadeiros da cidade de Fairplay.
Stan é retratado como a pessoa mediana do grupo, com o site oficial do programa descrevendo-o como "um garoto americano normal, comum e ambíguo". Kyle é o único judeu da turma, e sua atuação neste papel é frequentemente levada para o lado satírico. Stan foi modelado em Parker, enquanto Kyle foi baseado em Stone. Stan e Kyle são melhores amigos, e seu relacionamento, projetado para refletir a amizade entre Parker e Stone na vida real, é um tema comum durante a série. Cartman—barulhento, antipático, preconceituoso e obeso—é frequentemente mostrado como o antagonista, cuja atitude antissemita resultou numa rivalidade progressiva entre ele e Kyle. Kenny, advindo de uma família humilde, usa o capuz de seu casaco tão apertado que cobre grande parte de seu rosto, dificultando o entendimento de suas falas. Durante as primeiras cinco temporadas do programa, Kenny morreu em praticamente todos os episódios, retornando no episódio seguinte como se nada ou quase nada tivesse acontecido. Ele foi excluído da sexta temporada em 2002, reaparecendo no último episódio daquele ano. Desde então, a prática de matar Kenny raramente é usada pelos criadores do programa. Durante os primeiros 59 episódios de South Park, os garotos permaneceram na terceira série do ensino básico. No episódio "4th Grade" da quarta temporada (2000), eles passaram para a quarta série, permanecendo nela desde então.
Os enredos são motivados por eventos que vão desde o lugar-comum até o sobrenatural e extraordinário, que costumam atingir a cidade com frequência. Os meninos muitas vezes agem como a voz da razão quando tais eventos provocam pânico ou comportamento incongruente entre a população adulta, que é comumente mostrada como irracional, crédula e propensa à vociferação. Os meninos costumam confundir-se também com as atitudes contraditórias e hipócritas de seus pais e outros adultos, considerando-os como tendo uma visão distorcida em relação à moral e sociedade.

### Temas e estilo
Cada episódio começa com um aviso irônico:
Os personagens deste programa são fictícios. Todas as vozes são péssimas imitações com linguagem obscena e não deve ser visto por ninguém.
South Park foi o primeiro programa semanal dos Estados Unidos a receber uma classificação etária TV-MA, e é, em geral, indicado para o público adulto. Os protagonistas e a maioria dos outros personagens infantis usam de fortes palavras de baixo calão, mas apenas as mais polêmicas é que são censuradas durante uma transmissão típica. A utilização de tal linguagem serve para Parker e Stone tentarem demonstrar como eles acham que garotos conversam de verdade quando estão sozinhos.
A série normalmente fez uso de técnicas carnavalescas e absurdistas, repetições cômicas, violência, temas sexuais, referências pop-culturais improvisadas e paródias de celebridades. Os primeiros episódios eram mais propensos a temas provocativos, apresentando um estilo de humor pastelão. Apesar da sátira social ser utilizada ocasionalmente no princípio, tornou-se cada vez mais prevalente com o desenvolvimento da série, mantendo um pouco do foco no gosto por humor escatológico dos protagonistas na tentativa de lembrar ao público adulto "como é ter oito anos". Parker e Stone também começaram a aperfeiçoar personagens secundários ao lhes dar papéis mais proeminentes em certas histórias, e passaram a desenvolver seus enredos como parábolas baseadas em religião, política e diversos outros tópicos. Isto forneceu ao programa a oportunidade de parodiar ambos os lados de um assunto polêmico, enquanto satiriza pontos de vista tanto liberais quanto conservadores. Parker e Stone descrevem-se como "transgressores em prol das oportunidades iguais", cujo principal objetivo é "ser engraçado" e "fazer os outros rirem", enquanto afirmam que nenhum tema ou grupo de pessoas é poupado de ser alvo de suas zombarias e sátiras.
Os dois insistem que o programa permanece centrado nas "crianças sendo crianças", e "como é estudar no ensino básico na América", declarando que a introdução de um elemento mais satírico à série foi resultado da adição de um "centro moral" ao programa, para que ele possa basear-se cada vez menos em ser simplesmente cruel ou chocante numa tentativa de manter um público fiel. Apesar de profana, e com a tendência de às vezes assumir um aspecto cínico, Parker observa que ainda há um "fundo de candura" na personalidade das crianças de South Park, com a Time descrevendo os garotos como "ocasionalmente cruéis, mas com um núcleo de inocência". Normalmente, os protagonistas ou outros personagens refletem sobre o que ocorreu durante um episódio, formulando a lição importante que foi tirada daquilo a partir de um curto monólogo. Durante as primeiras temporadas, o discurso geralmente começava com uma variação da frase "Sabe o quê? Eu aprendi algo hoje...".

## Origens e criação

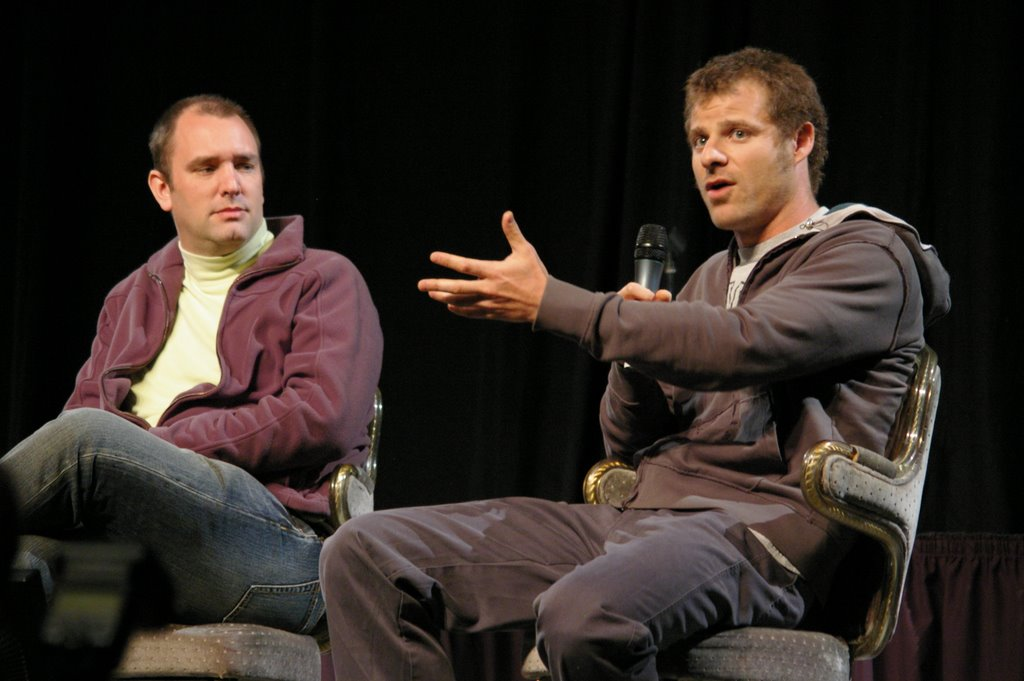
Os criadores de South Park, Trey Parker (à esquerda) e Matt Stone que continuam a fazer a maior parte dos roteiros, direção e dublagem da série

Logo após de se conhecerem na turma de cinema da Universidade de Colorado em 1992, Trey Parker e Matt Stone criaram um curta de animação chamado The Spirit of Christmas. Para a produção do filme foi utilizada a técnica de animação de recortes, trazendo protótipos dos personagens principais de South Park, incluindo um personagem parecido com Eric⁣, mas chamado "Kenny", um personagem anônimo com características de Kenny e dois personagens quase idênticos com a aparência de Stan e Kyle.
Brian Graden, executivo da rede Fox e amigo mútuo da Parker e Stone, contratou-os para a produção de um curta metragem no formato de um cartão de Natal em vídeo. Produzido em 1995, o segundo curta The Spirit of Christmas trazia mais semelhanças com o estilo da futura série. Para diferenciar os dois filmes, o primeiro passou a ser chamado de Jesus vs. Frosty, e o segundo, Jesus vs. Santa. Grade mandou cópias do vídeo para vários amigos, e a partir daí as cópias começaram a se espalhar incontrolavelmente, inclusive na Internet, onde a produção tornou-se um dos primeiros vídeos virais da rede.
Com a popularidade de Jesus vs. Santa, Parker e Stone passaram a discutir a possibilidade de transformar o curta em uma série de televisão. A Fox recusou o projeto, não querendo exibir um programa que contava com um personagem como Mr. Hankey, um pedaço de fezes falante. A dupla então entrou em negociações com a MTV e o Comedy Central. Parker preferiu ver a infantil produzida pelo Comedy Central, temendo que a MTV pudesse transformá-la em um programa infantil. Doug Herzog, executivo do Comedy Central, assistiu ao curta e aprovou sua produção no formato de seriado.
Parker e Stone reuniram uma pequena equipe e passaram três meses criando o episódio piloto, "Cartman Gets an Anal Probe" ("Cartman recebe uma sonda anal"). South Park correu o risco de ser cancelado antes mesmo de ser exibido, devido ao desempenho negativo em testes de público, particularmente entre o feminino. Os curta-metragens, no entanto, continuavam a fazer sucesso na internet, e o Comedy Central concordou em exibir uma sequência de seis episódios. O episódio de estreia foi ar então em 13 de agosto de 1997.

## Produção

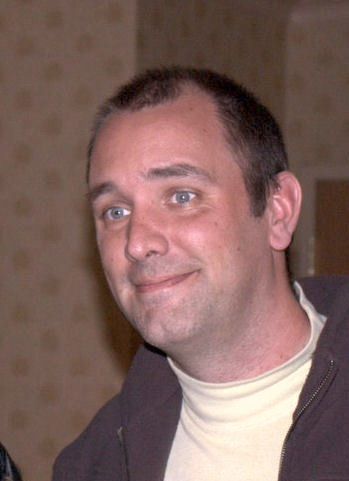
Trey Parker dirigiu a maioria dos episódios de South Park

Os scripts são, frequentemente, assinados pelos criadores da série, porque a elaboração de um episódio de South Park é menor do que a de outra série animada. Às vezes, o processo dura apenas uma semana. Ao longo de suas temporadas, a sitcom foi alterando as músicas que ocorreram, mesmo logo após o encerramento da produção de cada capítulo. Por exemplo, em "Quintuplets 2000", paródia do conflito diplomático por Elián González, "Best Friends Forever", que reflete o caso de Terri Schiavo, sendo que foi emitido apenas 12 horas depois de sua morte e "About Last Night..." na proclamação presidencial de Barack Obama, ocorrido um dia após vencer a eleição.

### Animação
A produção é da “South Park Studios”, em Culver City, Califórnia, exceto do piloto, que empregava cortes de animação. Todos os capítulos de South Park são feitos com animação de computador que imita o padrão dos curtas-metragens. Nas primeiras temporadas, o processo de produção contava com poucos funcionários, e consequentemente, cada capítulo levava três semanas para serem feitos. Hoje, com mais de 70 pessoas que trabalham, os capítulos são concluídos em menos de uma semana.
Parker e Stone foram inspirados a fazer as animações feitas por Terry Gilliam no Monty Phyton's Flying Circus. Os personagens e objetos são compostos de formas geométricas simples e cores primárias, apresentam uma composição simplificada, e em alguns casos, como o das crianças, é muitas vezes utilizado o mesmo padrão.  Nem todos têm o mesmo projeto como os protagonistas: os canadenses geralmente são representados com a divisão da cabeça e design ainda mais minimalista, enquanto alguns personagens celebridades mantêm seu verdadeiro rosto, como Saddam Hussein. Em tais casos, os animadores digitalizam a face do personagem, mas o corpo é caricaturado como os outros projetos.
Quando começaram a utilizar computadores para animar, os cortes foram escaneados e redesenhados com o programa CorelDRAW . Em seguida, importados para PowerAnimator, estações de trabalho que empregam SGI para satirizar os personagens. A partir da quinta temporada, entrou em uso o Adobe Photoshop e Adobe Illustrator para fazer os desenhos.  A qualidade da animação tem melhorado ao longo das estações, mas os designers sempre tentam manter o mesmo estilo de animação tradicional. A partir da décima terceira temporada, todos os programas são mantidos em alta definição.
Há casos em que rompe o estilo tradicional de animação da série. Várias cenas de "Good Times with Weapons" foram feitas com a estética anime, o episódio "Make Love, Not Warcraft" é feito em parte com imagens machinimas de World of Warcraft, com a colaboração da Blizzard, e em "Boobage Maior" foi usada a rotoscopia.

### Música

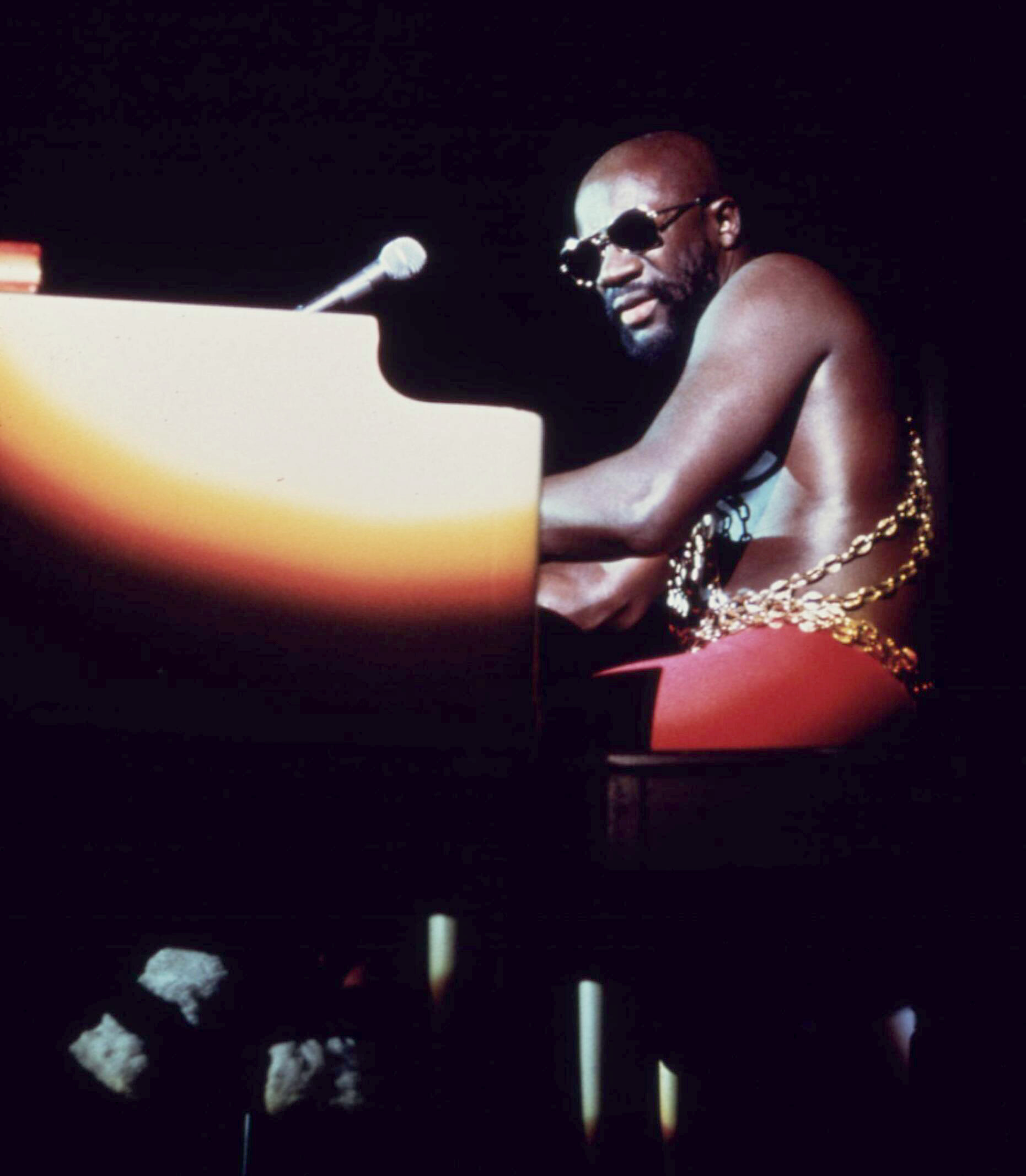
"Chef" (personagem da série) costumava cantar em um estilo que lembra o de seu dublador, Isaac Hayes.

A música tem um papel importante na série. Há episódios, como o especial de Natal e o filme, onde as canções, geralmente, são paródias ou adaptações de outra original. Adam Berry, antigo compositor da série, usou sintetizadores para simular uma pequena orquestra, juntamente com outros instrumentos, como a guitarra acústica. Em 2001, após a saída de Berry, Jamie Dunlap e Nickoley Scott o substituíram. Isaac Hayes redigiu diversas músicas direta ou indiretamente, que abordavam temas sexuais, sendo usadas, principalmente, nas primeiras temporadas. A banda DVDA, formada por Parker e Stone, também foi envolvida em canções de alguns capítulos.
O single tema da sitcom é cantado pelo vocalista Les Claypool e os quatro personagens principais. A composição original apareceu no episódio-piloto, mas de forma lenta, e sua versão instrumental é usada para os créditos.
South Park teve a participação de vários grupos e artistas. O capítulo que apresentou mais colaborações nesse sentido foi Chef Aid, sendo assistido por Elton John, Ozzy Osbourne, Rick James, Primus, Ween, Meat Loaf, Wyclef Jean, entre outros. Após esse episódio, foi lançado um álbum, Chef Aid: The South Park Album, contendo músicas do show e outras de um capítulo, realizadas por artistas convidados. Outras colaborações notáveis foram: Korn ("Korn's Groovy Pirate Ghost Mystery") e Radiohead ("Scott Tenorman Must Die"). Muitas vezes, aparecem também, as paródias musicais. Por exemplo, no episódio "Christian Hard Rock", há uma sátira ao mercado de discos, à pirataria e à música cristã.

## Filme
Em 1999, menos de dois anos após a estreia do programa, seu primeiro longa-metragem foi lançado. South Park: Bigger, Longer & Uncut, uma comédia musical, foi dirigida por Parker, que co-escreveu o roteiro com Stone e Pam Brady. O filme foi, em geral, bem recebido pelos críticos, arrecadando um total de 83,1 milhões de dólares em bilheteria nacional e internacional. O filme satiriza as controvérsias em torno da própria série, e acabou entrando para a edição de 2002 do Guiness World Records na categoria "Mais Palavrões em Filme de Animação". A canção "Blame Canada", tirada da Trilha-sonora do filme, rendeu a seus compositores, Trey Parker e Marc Shaiman, uma indicação ao Oscar de "Melhor Canção Original".

## Reconhecimento e prêmios
Em 2007, a revista Time incluiu South Park em sua lista de "100 Melhores Programas de Televisão de Todos os Tempos", definindo-o como "a melhor fonte de sátiras rápidas e certeiras da América na última década".  No mesmo ano, a Rolling Stone nomeou-o o programa mais engraçado da televisão desde sua estreia 10 anos antes. Em 2008, South Park foi nomeado o 12° melhor programa de TV dos últimos 25 anos pela Entertainment Weekly, enquanto a AOL afirmou que ele continha os personagens "mais astutos" de qualquer programa da história ao declará-lo a 16.ª melhor série de comédia de todos os tempos. O personagem Cartman foi listado na 10.ª posição dos "50 Maiores Personagens de Animação" da TV Guide em 2002, 198.ª entre os "200 Maiores Ícones da Cultura Pop" do VH1, 19.ª entre os "100 Maiores Personagens da TV" do especial televisivo do canal a cabo Bravo em 2004 e 2.ª entre os "Personagens mais Assustadores da TV" da MSNBC em 2005. Na lista de "100 Maiores Desenhos Animados" do Channel 4 em 2004, South Park ficou em terceiro lugar, atrás apenas de Tom and Jerry (2°) e The Simpsons (1°).
Em 2006, o Comedy Central recebeu o Prêmio Peabody em homenagem aos "rigorosos comentários sociais" de South Park e por seu "inegável destemor em satirizar tudo de hipócrita e arrogante na sociedade americana".
South Park venceu o Prêmio CableACE de "Melhor Série de Animação" em 1996, último ano em que a premiação foi realizada. Em 1997, o programa foi indicado ao Prêmio Anne de "Melhor Série de Fim de Noite" e ao Prêmio GLAAD de "Melhor Episódio" por "Big Gay Al's Big Gay Boat Ride", exibido originalmente em 4 de setembro de 1996. A série foi indicado ao Prêmio Emmy de "Melhor Programa de Animação (com menos de uma hora de duração)" nove vezes (1998, 2000, 2002, 2004, 2005, 2006, 2007, 2009 e 2010), vencendo três vezes: em 2005 pelo episódio "Best Friends Forever", em 2006 por "Make Love, Not Warcraft" e em 2009 por "Margaritaville". A trilogia de episódios "Imaginationland" venceu o Emmy de "Melhor Programa de Animação (com mais de uma hora)" em 2008.

## Distribuição
Internacionalmente, South Park é transmitido na Índia, Nova Zelândia e diversos países na Europa e América Latina nos canais Comedy Central, MTV E VIVA todas as propriedades da Viacom. A partir de acordos de distribuição com o Comedy Central, outras redes independentes também transmitem a série em diversos mercados internacionais. Na Austrália, o programa é transmitido pelos canais The Comedy Channel, GO! e SBS One. É exibida sem cortes no Canadá pela Télétoon, TQS e The Comedy Network, pelo TG4 na Irlanda, Bip em Israel, SIC Radical e MTV em Portugal, 2×2 na Rússia, STV na Escócia e B92 na Sérvia.
As treze primeiras temporadas de South Park estão disponíveis na íntegra em DVD. Várias compilações temáticas foram lançadas no mesmo formato pela Rhino Entertainment e Comedy Central, enquanto o episódio triplo "Imaginationland" foi relançado direto em DVD em 2008.
Em março de 2008, o Comedy Central disponibilizou todos os episódios de South Park em streaming no website do South Park Studios. Em uma semana, o site registrou mais de um milhão de exibições, com o número crescendo para 55 milhões em outubro de 2008. Questões jurídicas impedem que o conteúdo dos Estados Unidos seja exibido fora do país, o que levou à instalação de servidores em outras localidades. No Canadá, episódios estão disponíveis no site do The Comedy Network, e em setembro de 2009, uma versão britânica do site do South Park Studios foi lançada no Reino Unido para disponibilizar os episódios.

### Brasil
No Brasil South Park foi exibido em diversos canais. O primeiro canal a exibir foi o Multishow, meses depois foi exibido na MTV Brasil e posteriormente no extinto canal Locomotion, em 1998. Em 2006 foi exibido no canal VH1 e mais tarde pelo canal Comedy Central Brasil, voltando a ser exibida pela MTV a partir de 2013. Atualmente a série é exibida no Comedy Central Brasil e na Pluto TV onde tem um canal exclusivo chamado Pluto TV South Park, sendo exibidos nesses canais com a versão dublada do desenho.
| Personagem            | Dubladores |
| --------------------- | --- |
| Eric Cartman          | Marta Rhaulin (1-16 temporada), Carla Cardoso (17-presente) Christiano Torreão (Filme) |
| Stan Marsh            | Carla Cardoso (5-presente) Ettore Zuim (Filme) |
| Kyle Broflovski       | Marta Rhaulin (1-16 temporada), Carla Cardoso (17-presente) José Luiz Barbeito (Filme) |
| Kenny McCormick       | Matt Stone (voz original, 1-7 temporada), Paulo Carvalho (8-16, 18-presente), Gerson Quadrado (17 temporada),Marisa Leal (Filme)                                                                            |
| Butters Stotch        | Ricardo Fábio (3-7 temporada), Lilian Viana (7-presente) |
| Clyde Donovan         | Marta Rhaulin (1-2 temporada), Paulo Carvalho (7-16, 18-presente), Alexandre Neto (17 temporada) |
| Jimmy Valmer          | Ricardo Fábio (6-7 temporada), Carla Cardoso (7-presente) |
| Craig Tucker          | Erlaine Fonseca (3-7, 10-11 temporada), Carla Cardoso (8-9, 12-presente) |
| Wendy Testaburger     | Neusa Martinez (1-3 temporada), Carla Cardoso (4-presente) |
| Bebe Stevens          | Neusa Martinez (4-6 temporada), Lilian Viana (7, 10-11 temporada), Carla Cardoso (8-9, 12-presente) |
| Token Black           | Roy Fernandez (7, 10-11 temporada), Caio Santos (8-9, 13-16 temporada), Saul Filho (12, 17 temporada), Gerson Quadrado (18-presente)                                                                        |
| Shelley Marsh         | Neusa Martinez (1-6 temporada), Marta Rhaulin (7-16 temporada), Carla Cardoso (17-presente) |
| Randy Marsh           | Roberto Colla (3-5 temporada), Aguinaldo Filho (6 temporada), Alex Correa (7-presente) |
| Sharon Marsh          | Neusa Martinez (1-6 temporada), Lilian Viana (8-9, 12-presente) |
| Liane Cartman         | Elizabeth Costa (3-6, 17 temporada), Marta Rhaulin (8-16 temporada) |
| Sheila Broflovski     | Elizabeth Costa (5-6, 18-presente), Lilian Viana (7, 10-11 temporada), Nair Peralta (8-9, 12-15, 17 temporada)                                                                                              |
| Gerald Broflovski     | Ricardo Fábio (2 temporada), Roy Fernandez (7, 10-11 temporada), Sérgio Vigano (8-9, 12-16 temporada), Gilberto Cardoso (17-presente)                                                                       |
| Stephen Stotch        | Alex Teixeira (5-6, 10-11 temporada), Cleber de Castro (7 temporada), André Matias (8-9, 12-15 temporada), Eduardo Schneider (16 temporada), Gilberto Cardoso (17 temporada), Erlaine Fonseca (18-presente) |
| Jimbo Kern            | Roy Fernandez (1-2, 7-9, 12-presente), Ricardo Fábio (3-6 temporada), Erlaine Fonseca (10-11 temporada) |
| Chef                  | Alex Teixeira (1-6, 10 temporada), Cleber de Castro (7 temporada), Roberto Ciantelli (8-9 temporada) |
| Ike Broflovski        | Neusa Martinez (1-2 temporada), Carla Cardoso (3-presente) |
| Sr. Mackey            | Rolando Felizola (1-5 temporada), Roy Fernandez (6-presente) |
| Sr. Garrison          | Cleber de Castro (1-5, 8-9, 12-15 temporada), Roberto Ciantelli (7, 10-11 temporada), Marcelo Silva (16-presente)                                                                                           |
| Prefeita McDaniels    | Edna Mayo (1-4 temporada), Iara Watlington (8-9 temporada), Elizabeth Costa (12-presente) |
| Diretora Victoria     | Edna Mayo (1-2, 15-presente), Elizabeth Costa (3-6 temporada), Ana Paula Apollonio (8-9, 12-13 temporada)                                                                                                   |
| Diretores de dublagem | Marta Rhaulin[carece de fontes?] (1-7, 10-11), Gerson Quadrado (8-9, 12-presente) |
| Estúdios de Dublagem  | BVI Communications (1-2), Globecast Productions (3-5), The Kitchen (6-9, 13-presente), Puzzle International (10-12)                                                                                         |

### Portugal
Em Portugal a série foi exibida originalmente no canal SIC Radical e depois mais tarde, a partir de 17 de Março de 2014, na MTV. A série atualmente não se encontra em exibição na televisão portuguesa, mas está disponível no Netflix. A série não sofreu dobragem e é transmitida no formato original com legendas.

## Controvérsias
South Park está envolvido em diversas polêmicas.

### Representação de figuras religiosas nos episódios "200" e "201"
Na semana entre as transmissões de "200" e "201", o site da organização muçulmana radical Revolution Muslim, com sede em Nova York, postou uma entrada que incluía um aviso aos criadores Parker e Stone de que eles corriam o risco de retaliação violenta por suas representações de Maomé.
O autor do post, Zachary Adam Chesser, disse que o objetivo era servir como um aviso para os criadores, não uma ameaça, e que havia fornecido os endereços para dar às pessoas a oportunidade de protestar.
A entrada incluía clipes de áudio de um sermão do imã da Al-Qaeda, Anwar al-Awlaki, pedindo o assassinato de qualquer um que difamasse Maomé, dizendo: "Ferir Alá e seu mensageiro é uma razão para encorajar os muçulmanos a matar quem quer que faça isso".
Antes de "201" ir ao ar, o Departamento de Polícia de Nova York aumentou a segurança na sede do Comedy Central em resposta direta às ameaças. Os agentes disseram que o próprio Revolution Muslim era "só conversa" e nunca havia se envolvido em nenhuma violência real, mas que tinham a preocupação de que a postagem no site pudesse incitar violência vindas de outras pessoas.

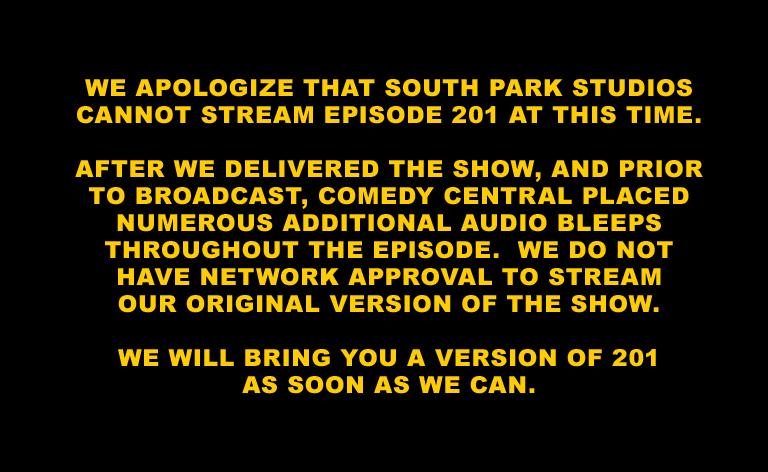
"Pedimos desculpas pelo South Park Studios não poder transmitir o episódio 201 neste momento. Após entregarmos o programa, antes da transmissão, a Comedy Central pôs numerosas censuras de áudio adicionais pelo episódio. Não temos permissão da rede para exibir a versão original do episódio. Traremos a você uma versão do 201 assim que pudermos."

Quando foi ao ar, "201" teve todas as referências ao nome de Maomé censuradas por bipes de áudio. Várias outras partes do diálogo também foram censuradas, incluindo quase a totalidade dos três monólogos consecutivos falados por Kyle, Jesus e Papai Noel no final sobre a moral do episódio. Todas as imagens que aparentemente retratavam Maomé foram censuradas uma caixa preta escrita "CENSORED" (censurado) nos dois episódios. "201" foi oficialmente exibido nos Estados Unidos pela primeira e única vez no dia 21 de abril de 2010, e não foi lançado na maioria dos países a fora, nem online no site oficial do South Park Studios.
De acordo com uma pesquisa da Zogby International realizada depois que "201" foi ao ar, a maioria dos americanos se opôs à censura do episódio pelo Comedy Central. 71% discordaram da decisão da rede de censurar "201", com apenas 19% concordando com a decisão. 47% daqueles que discordaram da censura disseram discordar fortemente, com apenas 5% que concordaram alegando que se sentiam fortemente. Alguns comentaristas sugeriram que, como o Comedy Central respondeu aos avisos do Revolution Muslim censurando as representações de Muhammad, os extremistas muçulmanos obtiveram uma vitória pública significativa.
A representação de Buda cheirando cocaína nos dois episódios levou o governo do Sri Lanka a proibir toda a série.

### China
Devido a muitos tópicos proibidos na China, tais como o Dalai Lama, Winnie-the-Pooh  (o ursinho Puff, na versão portuguesa) e transplantes de órgãos citados no 2.º episódio da 23.ª temporada, "Band in China", South Park foi totalmente proibido na China após a transmissão do episódio. Todas as palavras-chave e tópicos relacionados foram proibidos de serem pesquisados e discutidos em motores de busca e sites de redes sociais na China. Parker e Stone responderam com um sarcástico pedido de desculpas: "Tal como a NBA, acolhemos os censores chineses nas nossas casas e nos nossos corações. Também nós gostamos mais de dinheiro do que de liberdade e democracia. Xi não se parece de todo com Winnie the Pooh. Sintonize o nosso 300.º episódio nesta quarta-feira às 10! Viva o Grande Partido Comunista da China! Que a colheita de sorgo deste Outono seja abundante! Estamos bem agora, China?"

## Jogos da série
Dentre os vários jogos da série, o mais popular é South Park: The Stick of Truth (2014), (e sua continuação) no estilo RPG. Nele, o jogador protagoniza uma criança que se muda para South Park e, ao sair de casa, descobre que uma brincadeira no estilo medieval está sendo feita pelos garotos da cidade: humanos e elfos lutam pela posse do poderoso "Stick of Truth", pois aquele que o possuir pode controlar o universo. No início, o jogador acompanha Butters, o paladino, até o reino de Kupa Keep, o domínio humano onde reside o Grande Mago, Eric Cartman, o qual lhe permite a escolha de uma das 4 classes: Guerreiro, Ladrão, Feiticeiro ou Judeu. As batalhas são feitas em turno e o jogador pode manter um parceiro ao seu lado.
Em 17 de outubro de 2017, foi lançado o jogo South Park: The Fractured but Whole, traduzido para o português como South Park: A Fenda Que Abunda Força, para PC, PS4 e Xbox One. Foi criado com inspiração nos episódios em que os personagens principais se fantasiam de super-heróis e tentam salvar a cidade.